# Long Island Sound
Der Long Island Sound [ˌlɑːŋ‿ˈaɪ.lənd saʊnd] ist ein gezeitengeprägter Meeresarm (englisch tidal estuary) des Nordwestatlantiks an der Ostküste von Nordamerika. Politisch ist das Küstengewässer Teil der Vereinigten Staaten, wobei – grob eingeteilt – seine Südhälfte zum Bundesstaat New York (überwiegend Long Island) und seine Nordhälfte zum Bundesstaat Connecticut gehört. Die englische Bezeichnung bedeutet in etwa „Lange-Insel-Meerenge“. 
Die bedeutendsten direkt am Sound liegenden Städte sind (von Westen nach Osten):

New York:
- New York City (Bronx)
- New Rochelle

Connecticut:
- Stamford
- Norwalk
- Bridgeport
- New Haven
- New London

## Entstehung
Vor 18.000 Jahren war das Gebiet des heutigen Sounds durch die Eismassen der letzten Eiszeit (Wisconsin Glacial Episode) bedeckt. Der kontinentale Eisschild kratzte von der Landmasse des heutigen Neu Englands im Durchschnitt 20 Höhenmeter Material ab und lagerte es auf dem Schelf wieder ab. Dieses Material formt heute die Insel Long Island. Die eigentliche Bucht bestand schon vor der Vereisung, wahrscheinlich ist sie durch abfließendes Gletscherwasser älterer Eiszeiten entstanden. Die Sedimente in größeren Tiefen belegen aber, dass die Bucht in ihrer Geschichte auch – vom Meer getrennt – ein Süßwassersee war.

## Physikalische Parameter
Der Sound ist etwa 177 km lang und bis zu 34 km breit. Die durchschnittliche Tiefe beträgt 24 m, die maximale Tiefe 91 m. Die Bucht ist auf beiden Seiten offen, auf der östlichen Seite befindet sich die größere Öffnung zum Atlantik. An seinem westlichen Ende geht der Sound in den schmalen East River über, der die südwestliche Verbindung zum Atlantik darstellt. Zahlreiche Flüsse wie zum Beispiel der Connecticut River münden in die Bucht, die meisten von der nördlichen Seite. Durch den starken Gezeitenstrom, der die komplette Bucht erfasst, findet eine starke Durchmischung des Wasserkörpers statt. Das Wasser im östlichen Teil ist atlantischen Ursprungs mit einem Salzgehalt von 35 Promille, vor den Flussmündungen und im Westen ist Brackwasser mit Salzgehalten um 22 Promille dominant. Die größte Bucht an der Nordküste Long Islands ist die Smithtown Bay, daneben existieren viele kleinere Buchten und Fjorde. Einige Inseln befinden sich vor der Küste von Connecticut und nahe der offenen Seite der Bucht im Osten.

## Verkehr
Die beiden Ufer des Sounds sind durch Fährverkehr verbunden. Die wichtigste ist die Bridgeport & Port Jefferson Ferry zwischen den Orten Port Jefferson auf Long Island und Bridgeport in Connecticut. Diese Verbindung existiert schon seit 1872. Verschiedene Projekte zum Brückenbau, die schon seit 1930 diskutiert werden, sind bisher gescheitert. Weiterhin existieren einige Unterseekabel, unter anderem das etwa 40 Kilometer lange Cross Sound Cable, das die Stromnetze von Neu England und Long Island verbindet.

## Sonstiges
- 1614 erreichte der erste Europäer, der Holländer Adriaen Block, durch den East River die Bucht und durchquerte sie vollständig.[6]
- Während der Kolonialzeit wurde der Sound auch The Devil’s Belt genannt.[7] Ein Riff, das sich in der Bucht befindet, war indes als Devil’s Stepping Stones bekannt. Dort befindet sich der Leuchtturm Stepping Stones Lighthouse.
- Am 15. Juni 1904 starben auf dem Weg zum Erholungspark Locust Grove am Long Island Sound über 1000 Menschen an Bord des Ausflugs-Raddampfers General Slocum.
- Die Asche der US-Popsängerin Laura Branigan wurde 2004 im Sound verstreut.[8]
- Der Sunken Meadow State Park ist ein State Park an der Bucht, etwa 40 Kilometer östlich von Manhattan auf Long Island.
- In den Städten um den Sound leben etwa vier Millionen Menschen, im gesamten Einzugsgebiet nahezu neun Millionen.[9]